# كهف رايزينغ ستار
كهف رايزينغ ستار، (حرفيا:كهف النجم الصاعد) هو كهف من صخر الدولوميت، يقع حوالي (50 كلم) إلى الشمال الغربي من جوهانسبرغ في جنوب أفريقيا. عثر بداخله على مئات العظام الأحفورية. عُثر في عام 2013 على بقايات هيكل عظمي اقترح الباحثون عام 2015 أنها لنوع غير معروف سابقا من الجنس هومو (والذي ينتمي البشر إليه) وأسموه هومو ناليدي (ناليدي تعني النجمة، وسميت على اسم الكهف في اللغة التسوانية ولغة السوثو المحلية).

## اقرأ أيضا
- هومو ناليدي

## وصلات خارجية
- خريطة جيولوجية ومقطع عرضي لكهف رايزينغ ستار